# Barytarbes laeviusculus
Barytarbes laeviusculus är en stekelart som först beskrevs av Thomson 1883.  Barytarbes laeviusculus ingår i släktet Barytarbes och familjen brokparasitsteklar. Arten är reproducerande i Sverige. Inga underarter finns listade.